# Francisco Tito Pérez
Francisco Tito Pérez (La Vila Joiosa 1874 - 1950) va ser un sacerdot compositor, instrumentista d'orgue i professor de música valencià.

## Biografia
Estudià al Seminari Diocesà de València, on coincidí amb el músic Eduardo Torres. Amplià la seva formació amb el mestre de capella de la Catedral de València, Juan Pastor, amb qui aprengué composició, i amb José María Úbeda, professor del Conservatori de Música de València i organista titular de l'església del Patriarca. Ordenat sacerdot en 1899, al mateix any s'incorporà com a organista a la col·legiata de Xàtiva fins al 1912, quan passà a ser-ho a la catedral de València (inicialment, com a segon organista, ajudant un ja gran Manuel Chulvi Jover «Òrguens i organistes catedralicis de la València del Sigle XIX». Arxivat de l'original el 2016-03-03. [Consulta: 15 setembre 2009].). Del 1916 en endavant, a més, també portà l'orgue de la Basílica de la Mare de Déu dels Desemparats, fins a la seva jubilació. Entre els seus alumnes de música, religiosos majoritàriament, tingué el futur compositor i musicòleg d'anomenada Josep Vicent Bàguena i Soler.
Fou compositor de música sacra, majoritàriament per a orgue, i per a veu amb acompanyament d'orgue. També transcrigué algunes peces de música popular de la Vila Joiosa i d'Alcoi.

## Obres
- Canciones populares danzadas a corro (1946?), cançons populars de la Vila Joiosa transcrites per F.Tito (Les sogres y les nores, Tu dices que no me quieres, Eres arrierillo y eres cobarde, Este baile de la carrasquiña, Cómo quieres que un pobre, El galán se va a la guerra, La filla del alcalde, Por allá viene un barco)
- Canto a Jesús Sacramentado (1914), per a veu i orgue, amb lletra de Román M. de Vera
- Cantos de Natividad (1914), a 2 veus amb acompanyament d'orgue (1, Hodie Christus natus est; 2, Quem vidistis pastores; 3, Puer nobis nascitur)
- Desnudito está, villancico (1914), per a cor a una veu i orgue
- Dolores de la Virgen (1913), per a cor a una veu i orgue
- Donsella va (1945), transcripció d'una cançó popular alcoiana que es cantava en els casaments
- Dos fuguetas sobre el Kyriale: 1. De Angelis, 2. Orbis factor
- Escenas franciscanas (1942)
- Himno de los peregrinos al Santo Cáliz de la Cena[1] (1940)
- Fragmentos del Veni Creator (1934)
- Himno a la Beata María Micaela del Santísimo Sacramento, fundadora de las Religiosas Adoratrices (1926), amb lletra de Juan Alegre
- Mi bello ideal, canción de amor al sumo Dios (1942), per a veu i piano
- Nazareth, villancico, enregistrat per Emili Sagi i Barba i orquestra (Barcelona: Compañía Francesa del Gramophone, 1914)
- El niño de Nazareth (La Virgen durmiendo al Niño), villancico (1914), per a cor amb acompanyament d'harmònium, lletra de Juan Francisco Muñoz y Pabón
- Salutación y súplica á San José (1913), per a cor a una veu i acompanyament d'orgue, lletra de José Hinojosa
- Salve Regina (1914), per a cor a una veu i acompanyament d'orgue
- Los siete dolores de la Santísima Virgen (1929), per a cor a tres veus i orgue
- Tota pulchra, per a cor amb acompanyament d'orgue
- Tuya para siempre, canto al divino Jesús (1946), per a veu

### Rosaris
- Colección de Misterios á una voz ó coro unisonal, per a cor a una veu
- Misterios Dolorosos (1913), a tres veus amb acompanyament d'orgue
- Misterios Gloriosos (1913), a tres veus amb acompanyament d'orgue
- Misterios Gozosos (1913), a tres veus amb acompanyament d'orgue

## Gravacions
- Disc compacte Sicut Erat, amb la coral "Jaume Baldó" de l'Ateneu Musical de La Vila Joiosa dirigida per José Vicente Asensi Seva, i Josep Vicent Giner a l'orgue (Alacant: Aitana, 2003)
- Llibre-CD: Vicent Ros interpreta a l'orgue Escenas Franciscanas, Impresiones musicales para órgano de concierto (La Vila Joiosa: Ajuntament, 2002)
- Disc compacte Vicent Ros interpreta a Francisco Tito (1874-1950) y José Báguena-Soler (1908) (València: Institució Alfons el Magnànim, 1993) Ressenya, de Vicent Ros[Enllaç no actiu]